# Incendie de l'Innovation
L'incendie de l'Innovation eut lieu le 22 mai 1967 à Bruxelles, en Belgique, et détruisit le grand magasin « À l’Innovation » (devenu INNO) situé dans la rue Neuve, l'une des artères commerciales majeures du centre-ville de la capitale. L'incendie causa la mort de 251 personnes et fit 62 blessés. Plus de 150 pompiers furent mobilisés pour le combattre. Un deuil national fut proclamé en Belgique.
Cette catastrophe est l'incendie le plus meurtrier qu'ait connu le pays en temps de paix.

## Bâtiments
L'édifice est construit en 1901 par l'architecte Victor Horta et inauguré le 27 avril 1903. Il est par la suite profondément remanié en intégrant différents bâtiments voisins pour finalement compter cinq étages et un total de 24 000 m2 de rayonnage et 8 000 m2 d'entrepôts : « Temple de la mode, palais des ménagères, bazar du luxe où l'on pouvait [presque] tout trouver ». Le chiffre d'affaires moyen journalier était de 30 millions de francs belges en 1967 (soit environ 4 400 000 euros de 2015, en tenant compte de l'inflation durant cette période).

## Déroulement
Le lundi 22 mai 1967, vers 13 h 20, à sa reprise de service, une employée du magasin aperçoit une fumée noire qui s'échappe au premier étage. Le feu s'est déclaré dans une réserve construite quelques années auparavant dans une ancienne cage d'ascenseur proche du rayon Enfants. Appelés par une employée, trois des quatre pompiers « internes » se rendent sur place et tentent de maîtriser l'incendie au moyen d'extincteurs. Ils renoncent à faire usage des lances incendie pourtant à leur disposition (l'historien Siegfried Evens dément qu'il y en avait). À 13 h 27, une sonnerie d'alerte retentit mais elle fut confondue avec le signal de la fin de la pause-dîner de 13 h 30. 13 h 29, le feu ne peut plus être contenu dans la réserve. À 13 h 34, les pompiers de Bruxelles sont informés par un coup de fil donné par une personne qui ne sera jamais identifiée. L'information est succincte : « Il y a un dégagement de fumée à l'Innovation côté rue du Damier ». Le lieutenant André Mulkay qui coordonnera les secours, caserné à la place du Jeu de balle, témoigne, 40 ans après les faits : « Nous sommes partis avec deux autopompes, une échelle aérienne et une ambulance, mais en arrivant au boulevard du Midi, j'ai vu un véritable champignon atomique au-dessus de l'Innovation. J'ai directement demandé des renforts et les premières autopompes sont arrivées sur place à 13 h 38. C'était hallucinant à voir. Le rez-de-chaussée était déjà complètement en feu. Les gens essayaient de se sauver ».
Ils sont rejoints quelques minutes plus tard par une seconde équipe de soldats du feu. Le feu se propage rapidement au premier étage, profitant des nombreux matériaux inflammables. Au troisième étage le self-service est comble et personne ne se doute encore de rien. Des fumées toxiques se répandent rapidement dans le bâtiment. À mesure que les personnes prennent conscience du danger qui les menace, des mouvements de panique se déclenchent. Les issues de secours, trop peu nombreuses, sont mal renseignées. Certaines fenêtres ont été condamnées. De nombreuses personnes se réfugient sur les balcons, les seuils de fenêtre, les corniches et les plateformes. Certains progressent de toit en toit pour échapper au brasier. Des désespérés se jettent dans le vide depuis les étages. Vers 14 h, les forces de l'ordre, pour empêcher les personnes qui souhaitent entrer de force dans le bâtiment à la recherche d'un proche, décident d'en condamner l'accès. À 14 h 9, la grande verrière Horta s'effondre, créant une véritable cheminée centrale déclenchant un déluge de flammes. Vers 15 h 30, le bâtiment s'effondre à son tour. Le feu se propage à des bâtiments et des entrepôts voisins. Tout le quartier est la proie des flammes. Un ballet incessant d'ambulances emmène les victimes vers les hôpitaux de la ville au départ du parvis de l'église du Finistère. Le roi Baudouin, le Premier ministre Paul Vanden Boeynants, le bourgmestre de Bruxelles, Lucien Cooremans se rendent sur place. Un deuil national est décrété,

## Victimes

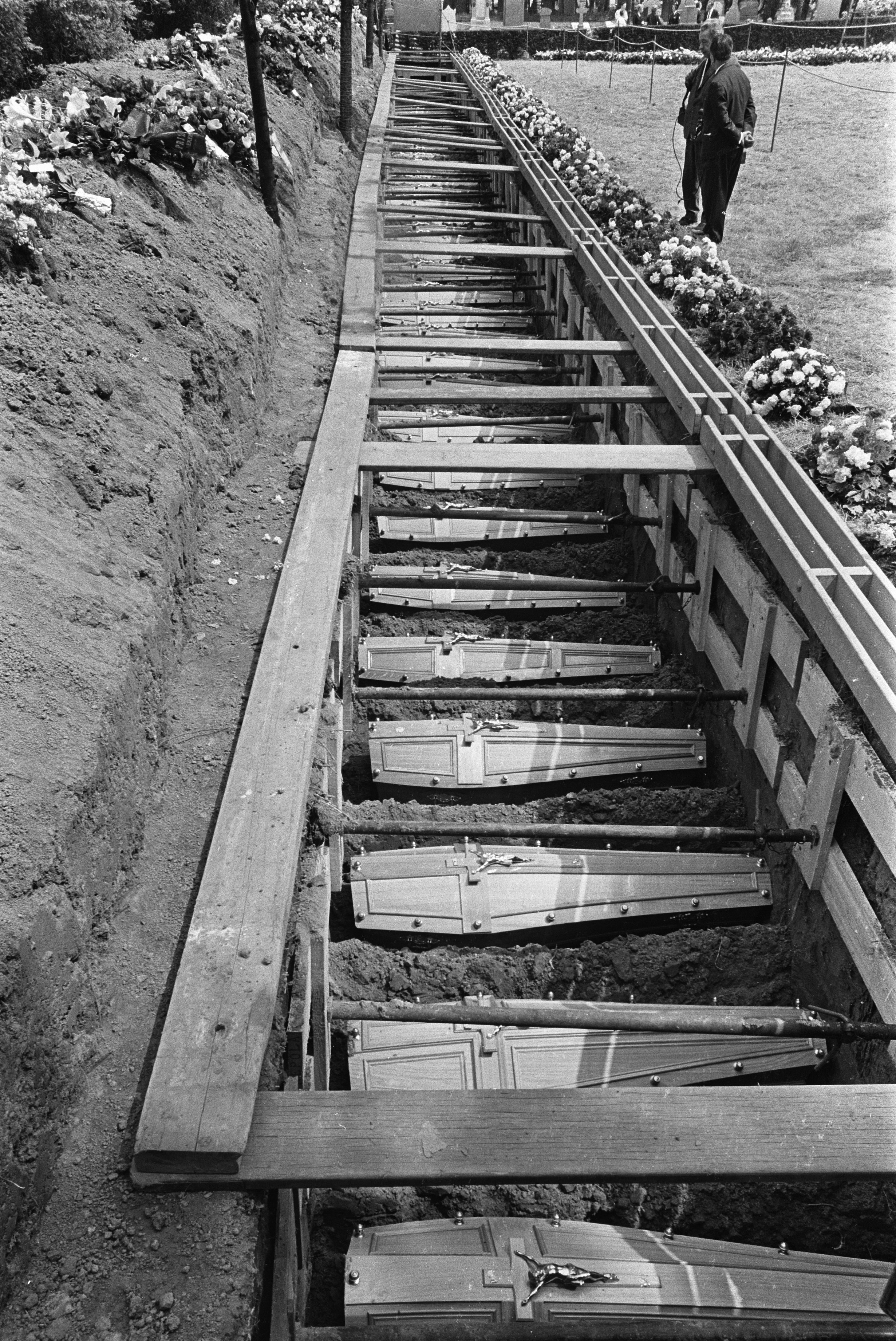
Inhumation des victimes au cimetière de Bruxelles à Evere.

Un bon millier de personnes devaient être présentes à l'Innovation ce jour-là. Pourtant, les premiers communiqués ne font état que d'une dizaine de morts. Il s'agit de ceux qui se sont défenestrés. Tout le monde nourrissait encore l'espoir que la plupart des personnes aient pu sortir de l'immeuble. La suite s'avéra bien plus tragique. Des listes furent dressées dans les différents hôpitaux et au Centre Rogier pour ce qui concerne les membres du personnel de l'Innovation. Après plusieurs mois, le bilan final de la catastrophe put être établi. Le 1er octobre 1967, le Parquet du Procureur du Roi de Bruxelles communiqua officiellement qu'il y avait 253 morts dont 215 disparus, 38 corps identifiés et 62 blessés. Fin octobre 1968, après enquêtes et recherches, le Parquet déclara que le nombre officiel des victimes avait été ramené à 251 morts ou disparus et 62 blessés. Parmi les morts, 67 membres du personnel de l'Innovation. Entre 150 et 200 pompiers sont intervenus sur le lieu du sinistre,.
L'AVADI, l'Association des victimes et ayants droit de l'incendie de l'Innovation, fut créée.

## Causes du sinistre
Les causes de l'incendie n'ont pas pu être établies avec certitude. Au lendemain même de la catastrophe, la piste d'un attentat mené par des extrémistes de gauche entendant lutter contre l'impérialisme américain fut évoquée. En effet, à cette époque, l'Innovation était en pleine quinzaine américaine, ce qui, compte tenu de la guerre du Vietnam, paraissait comme une manifestation de plus de la propagande US que les anti-impérialistes entendaient dénoncer par de nombreux moyens pour faire entendre leur volonté, comme le mentionnait un tract lancé du toit de l'Innovation par deux activistes la semaine précédant le drame. Le 19 mai, l'Innovation avait été l'objet d'une alerte à la bombe, mais si ce n'est une ronde discrète de policiers, le magasin avait ouvert ses portes normalement.
D'après Siegfried Evens, aucune preuve ne fut jamais apportée sur la piste de l'attentat malgré une enquête minutieuse.
La vétusté du bâtiment - construit par Victor Horta en 1901 pour sa partie la plus ancienne - a également joué un rôle dans l'ampleur que le sinistre a pu prendre ainsi que le délai entre le constat du début d'incendie et l'appel des secours. Une culture d'entreprise invitant ses travailleurs à « tout gérer à l'interne », le manque de formation du personnel, la signalétique inexistante, la condamnation de certaines issues sont autant d'éléments qui, pris conjointement, ont conduit à l'une des catastrophes majeures que connut la Belgique après guerre.
Pour Siegfried Evens, le sinistre fut plus que probablement provoqué par une étincelle de l'éclairage, et le feu se serait rapidement propagé du fait de la présence de poches de gaz dues à des fuites.
Selon l'IRM (Institut royal météorologique), la météo du jour ne fut pas défavorable aux pompiers : « on peut affirmer que la météo ne fut pas spécialement défavorable aux services de secours ce funeste 22 mai 1967 et que dans leur malheur, les Bruxellois ont eu la chance de ne pas connaître de vent fort ce jour là, ce qui aurait probablement eu pour effet probable de propager l'incendie de façon encore plus étendue au quartier avoisinant et de compliquer ainsi davantage la tâche des hommes du feu. ».

## Déblaiement
Au lendemain de l'incendie, vingt heures après le début du sinistre, des équipes de bénévoles de la Croix-Rouge s'attelèrent à la tâche pour déblayer le site à la recherche des corps des victimes. Leur travail était éprouvant et ils devaient être fréquemment relevés. Lorsqu'ils détectaient une victime, il fallait, avec minutie, fouiller l'endroit pour y retrouver une montre, une boucle d'oreille, un bracelet qui permettrait, peut-être, d'identifier le corps. Face à cette tâche colossale, les bénévoles furent bientôt rejoints par le 11e Génie de Burcht.

## Couverture médiatique
- Luc Beyer réalise un reportage pour la Radio-télévision belge. Luc Beyer et Roger Clermont assurent à cette occasion le premier direct télévisé lors du Journal télévisé[10].
- René Thierry, à la radio, tient l'antenne pendant quatorze heures en direct.

## Répercussions
À la suite de ce drame, la loi sur les normes de protection et prévention incendie sera modifiée et conduira à un nouvel arrêté royal qui sera promulgué le 10 mai 1968. Il sera désormais obligatoire de placer des sprinklers dans les grandes surfaces. Par ailleurs, dans l'ignorance des dangers à long terme de l'amiante, le gouvernement belge et, dans la foulée, d'autres pays en conseillèrent l'usage dans tous les bâtiments publics pour diminuer le risque d'incendie.
De manière plus locale, ce drame conduira à la fusion des corps de sapeurs-pompiers de l'agglomération de Bruxelles, qui fut effective à partir du 1er janvier 1973. Auparavant, les services d'incendie étaient communaux, sous la responsabilité du bourgmestre, ce qui entraînait souvent des problèmes organisationnels et logistiques, tels que des raccords de tuyaux différents, obligeant les pompiers à utiliser des pièces de jonction pour pouvoir travailler ensemble lors de gros sinistres.

## Jugement
Durant les trois années d'enquête pénale, sous la direction du juge de Brabandere, plus de 1 800 témoins furent auditionnés. L'enquête se terminera le 3 juin 1970. La chambre du conseil du tribunal de première instance de Bruxelles prononcera une ordonnance de non-lieu, le 29 septembre 1970 laissant à de nombreuses parties prenantes le sentiment que les pistes n'ont pas été suivies jusqu'au bout.

## Reconstruction
Émile Bernheim (1886–1985), patron de l'Innovation (81 ans au moment des faits) put, grâce aux interventions des assurances, reconstruire la surface commerciale. Lors de l'inauguration, le 11 mars 1970, plus de 100 000 personnes vinrent découvrir ce magasin de l'an 2000.

## Commémorations

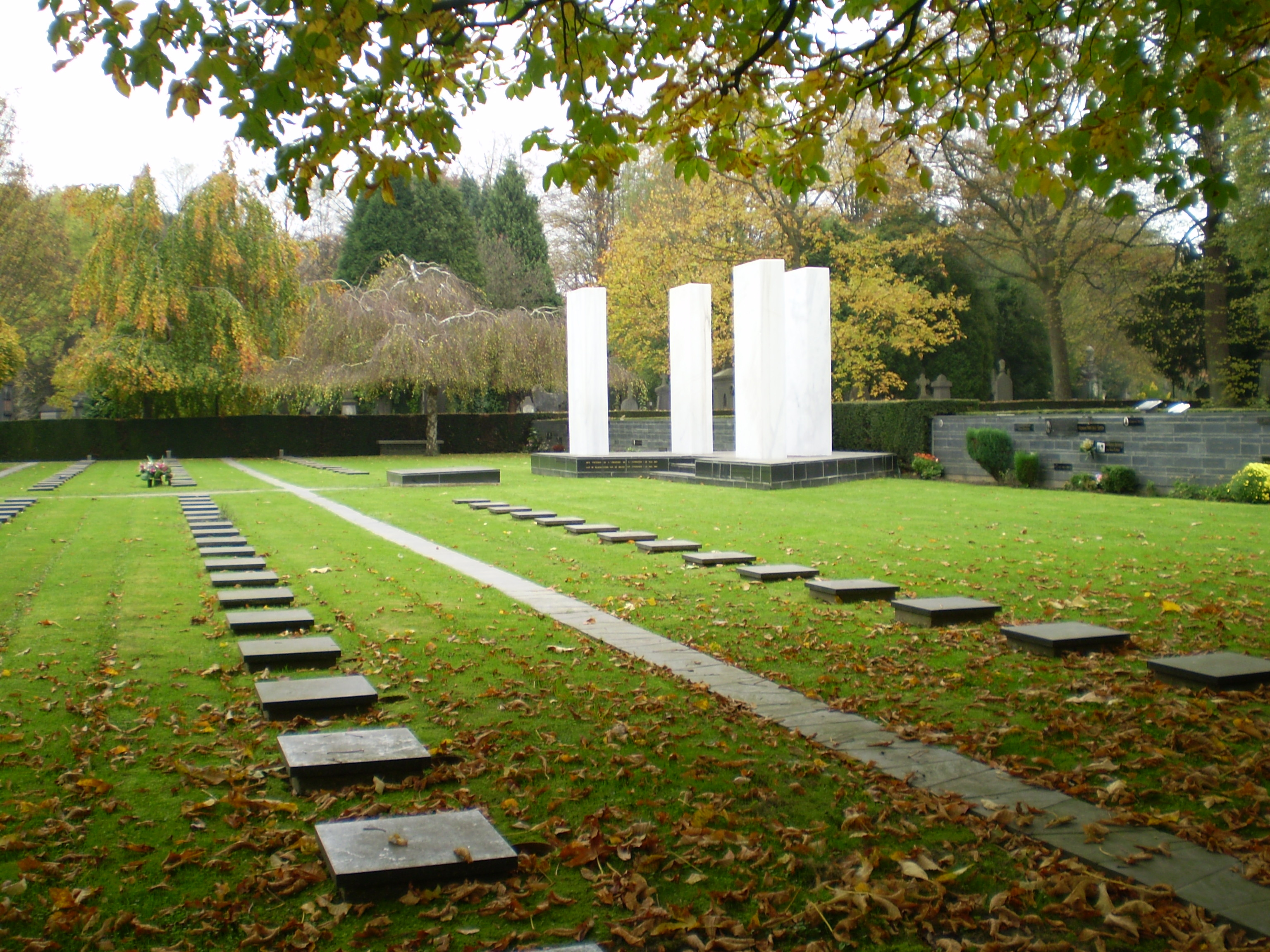
Mémorial dédié aux victimes de l'incendie (pelouse 13)

- Le 30 mai 1967 se déroule la cérémonie de funérailles à la basilique du Sacré-Cœur de Bruxelles à Koekelberg en présence du roi et de la reine.
- Un mémorial dédié aux victimes de l'incendie de l'Innovation est créé au cimetière de Bruxelles à Evere en 1968.
- Le 22 mai 1997, trente années après les faits, les pompiers bruxellois rallient à pied et en cortège la rue Neuve pour y déposer 263 roses au nom des victimes identifiées de l'incendie[13].
- Le 22 mai 2017, pour le cinquantième anniversaire, une journée d'hommages aux victimes se déroule tout d'abord au mémorial où reposent la majorité des victimes, au cimetière de Bruxelles, à Evere, elle est suivie par des discours commémoratifs au Docks Dome à Bruxelles. Après une célébration à l'église du Finistère sous la présidence de Mgr Jean Kockerols, elle se termine par un séminaire sur les évolutions technologiques en matière de prévention et de lutte contre les incendies[14],[15].